# Piotr Albiedinski
Piotr Pawłowicz Albiedinski, ros. Пётр Павлович Альбединский (ur. 23 sierpnia?/4 września 1826 w Moskwie, zm. 19 maja 1883 w Warszawie) – rosyjski generał i wysoki urzędnik państwowy.

## Życiorys
Urodził się 4 września 1826 roku w Moskwie, jego rodzina pochodziła z guberni smoleńskiej. Jego ojciec był nieślubnym synem Piotra Albiedila. Kurs wojskowy ukończył w 1843 roku i został przydzielony do pułku kawalerii lejbgwardii, gdzie rok później został porucznikiem, w 1848 sztabs-rotmistrzem i rotmistrzem. Brał udział w tłumieniu powstania węgierskiego z lat 1848-1849.
Wraz z nadejściem wojny krymskiej został awansowany do stopnia pułkownika i wysłany do dyspozycji szefa wojsk lądowych i marynarki wojennej na Krymie, Aleksandra Mienszykowa. Aktywnie brał udział w działaniach wojennych, pozostał w Sewastopolu podczas bombardowania, a podczas bitwy pod Inkermanem został ciężko ranny w głowę.
Następnie był attaché przy poselstwie w Paryżu, skąd musiał wyjechać w atmosferze skandalu związanego z jego zbyt bliskimi relacjami z cesarzową Eugenią. Po powrocie do Rosji w 1858 roku otrzymał awans na generała majora i dowództwo pułku kawalerii lejbgwardii, a następnie pułku huzarów lejbgwardii.
Ożenił się z byłą kochanką cesarza Aleksandra II, co znacząco wpłynęło na jego karierę. W 1865 roku został szefem sztabu gwardii w okręgu petersburskim, w 1866 roku generał-lejtnantem i gubernatorem Inflant, Estonii i Kurlandii oraz dowódcą wojsk Ryskiego Okręgu Wojskowego. Naraził się wówczas rosyjskiej opinii publicznej, głosząc ideę porozumienia z niemieckojęzyczną szlachtą i zaprzestania rusyfikacji. W latach 1870–1880 był generał-gubernatorem wileńskim i dowódcą wojsk Wileńskiego Okręgu Wojskowego, podlegały mu gubernie wileńska, kowieńska i grodzieńska.
Od 1880 do 1883 roku sprawował urząd generał-gubernatora warszawskiego i dowódcy wojsk Warszawskiego Okręgu Wojskowego. W 1881 roku został członkiem Rady Państwa. Podczas wizyty Franciszka Józefa w Galicji został wysłany do niej jako oficjalny przedstawiciel Rosji. W czasie tej podróży, pod wpływem wyraźnie innego nastawienia Polaków do władz austro-węgierskich niż rosyjskich, doszedł do wniosku o konieczności zaprzestania represji w Królestwie Polskim i przywrócenia stanu sprzed powstania listopadowego. Napisał też w tej sprawie list do cesarza Aleksandra II, co spowodowało odsunięcie go od stanowisk.
Zmarł kilka miesięcy później, 19 maja 1883 w Warszawie.

## Odznaczenia
- Złota broń "Za odwagę" (1856)
- Order św. Aleksandra Newskiego (1875)[1]
- Cesarski i Królewski Order Orła Białego (1870)[1]
- Order św. Włodzimierza I klasy (1883)
- Order św. Włodzimierza II klasy (1869)[1]
- Order św. Włodzimierza IV klasy (1857)
- Order św. Anny I klasy z koroną (1867)[1]
- Order Świętego Stanisława I klasy (1864)[1]
- Order Świętego Stanisława II klasy (1855)[1]
- Order Zasługi Świętego Michała II klasy (Bawaria, 1857)[1]
- Order Miecza I klasy (Szwecja, 1875)[1]